# Scaevola taccada
Scaevola taccada, també coneguda com a Col de platja o Magoo (a les Maldives) és una espècie de planta dins la família Goodeniaceae que es troba en zones litorals de zones tropical de la regió Indo-Pacífica.
És un gran arbust que fa fins a 4 m d'alt que normalment creix en sòls sorrencs o amb còdols.
Les seves fulles són lleugerament suculentes i a les Maldives servien com aliment de fam. Els fruits i les flors són blancs. Pel fet que els fruits es propaguen mitjançant els corrents oceànics aquesta és una planta pionera de les noves zones sorrenques.